# Сура Аль-Балад
Сура Аль-Балад (араб. سورة البلد) або Місто — дев'яноста сура Корану. Мекканська, містить 20 аятів.